# جورج كوري (مؤرخ)
جورج كوري (بالإنجليزية: George Cory)‏ هو مؤرخ وكيميائي جنوب أفريقي، ولد في 3 يونيو 1862 في استوك نيوینكتون ‏ في المملكة المتحدة، وتوفي في 28 أبريل 1935 في كيب تاون في جنوب أفريقيا.